# Kamenci
 Kamenci  falu Horvátországban, a Károlyváros megyében. Közigazgatásilag Ozalyhoz tartozik.

## Fekvése
Károlyvárostól 30 km-re, községközpontjától 17 km-re északnyugatra, a Zsumberki-hegységben fekszik.

## Története
A falunak 1857-ben 76, 1910-ben 107 lakosa volt. A trianoni békeszerződésig Zágráb vármegye Jaskai járásához tartozott. 
2011-ben már nem volt állandó lakossága.

## Lakosság
| Lakosság változása | Lakosság változása | Lakosság változása | Lakosság változása | Lakosság változása | Lakosság változása | Lakosság változása | Lakosság változása | Lakosság változása | Lakosság változása | Lakosság változása | Lakosság változása | Lakosság változása | Lakosság változása | Lakosság változása | Lakosság változása |
| ------------------ | ------------------ | ------------------ | ------------------ | ------------------ | ------------------ | ------------------ | ------------------ | ------------------ | ------------------ | ------------------ | ------------------ | ------------------ | ------------------ | ------------------ | ------------------ |
| 1857               | 1869               | 1880               | 1890               | 1900               | 1910               | 1921               | 1931               | 1948               | 1953               | 1961               | 1971               | 1981               | 1991               | 2001               | 2011               |
| 76                 | 104                | 95                 | 113                | 103                | 107                | 80                 | 95                 | 69                 | 61                 | 43                 | 23                 | 7                  | 6                  | 3                  | 0                  |